# New Journal of Botany
New Journal of Botany — рецензований науковий журнал, що висвітлював дослідження місцевої флори Північної та Західної Європи, включаючи популяційну біологію та біологію збереження, екологічну генетику, автоекологічні, фізіологічні та фенологічні дослідження, взаємодію рослин/тварин та біохімію рослин. Він був заснований у 1949 році як 'Watsonia'(на честь британського ботаніка вісімнадцятого століття Г'юетта Ватсона) з підзаголовком Journal & Proceedings of the Botanical Society of the British Islands. У 2011 році журнал було перейменовано на «New Journal of Botany», нумерацію томів відновлено з 1-го. Видання було припинено у 2017 році. Журнал видавався видавництвом Maney Publishing від імені Ботанічного товариства Британії та Ірландії. Журнал містив абстракти та був проіндексований у AGRICOLA, Biological Abstracts, BIOSIS Previews, CAB Abstracts та Scopus.